# NGC 7658B
NGC 7658B je lećasta galaktika u zviježđu Ždralu. 

## Vanjske poveznice
- (engl.) SEDS: NGC 7658
- (engl.) Hartmut Frommert: Revidirani Novi opći katalog
- (engl.) Izvangalaktička baza podataka NASA-e i IPAC-a
- (engl.) Astronomska baza podataka SIMBAD
- (engl.) VizieR
- DSS-ova slika NGC 7658  Arhivirana inačica izvorne stranice od 1. travnja 2016. (Wayback Machine)
- (engl.) Auke Slotegraaf: NGC 7658 Deep Sky Observer's Companion
- (engl.) NGC 7658[neaktivna poveznica] DSO-tražilica
- (engl.) Courtney Seligman: Objekti Novog općeg kataloga: NGC 7650 - 7699